# Dangerously in Love
Dangerously in Love – debiutancki album solowy amerykańskiej wokalistki rhythm and bluesowej Beyoncé, wydany 22 czerwca 2003 roku nakładem Columbia Records. Poza mieszanką soulu i rhythm and bluesa, znajdują się na nim elementy hip hopu oraz muzyki arabskiej, na co wpływ mieli producenci oraz goście. Łącząc taneczne piosenki z balladami płyta spotkała się z różnymi reakcjami, które niekiedy porównywały ją z wcześniejszymi dokonaniami wokalistki. Większość tekstów opowiada o miłości, i mimo iż Knowles pozostawała dyskretna w kwestii interpretacji piosenek, powszechnie uważano, że były poświęcone jej związkowi z raperem i ówczesnym partnerem, a obecnie mężem, Jayem-Z.
Dangerously in Love ugruntował pozycję Knowles jako rozpoznawalnej artystki solowej, a zarazem jednego z najważniejszych artystów przemysłu muzycznego. Album odniósł międzynarodowy sukces komercyjny, uzyskując multiplatynowe statusy w Stanach Zjednoczonych, Wielkiej Brytanii i Australii. Wydawnictwo zadebiutowało na szczycie listy Billboard 200, rozchodząc się w pierwszym tygodniu w 317 tysiącach egzemplarzy na rynku amerykańskim. Dangerously in Love uzyskał generalnie mieszane i pozytywne oceny od krytyków muzycznych, przynosząc Beyoncé pięć nagród Grammy.
Rock and Roll Hall of Fame wyróżniło Dangerously in Love na 183. pozycji zestawienia 200 albumów, które ukształtowały rock and rolla.

## Koncepcja

### Kontekst
Knowles rozpoczęła muzyczną karierę z zespołem rhythm and bluesowym Destiny’s Child pod koniec lat 90., szybko stając się jego centralną członkinią. Według Coreya Mossa z MTV News „fani byli żądni zobaczyć jak Knowles, po latach z grupą, poradzi sobie solo”. Podczas sesji nagraniowych trzeciego albumu Destiny’s Child Survivor w 2000 roku, Beyoncé ogłosiła, że zespół zaprzestanie działalności na krótki czas, aby każda członkini mogła nagrać solową płytę w nadchodzących latach. Powiedziała również, iż mają one nadzieję, że nie będzie miało to negatywnego oddźwięku, ale zwiększy zainteresowanie grupą. Pomysł na indywidualne wydawnictwa dziewczyn zasugerował menedżer zespołu, ojciec Knowles, Mathew. Wokalistki postanowiły nagrać albumy z całkowicie odmienną muzyką, dlatego nie spodziewano się, iż odniosą sukces komercyjny. Menedżerowie Destiny’s Child zaplanowali, że płyty ukażą się w rocznych odstępach. Jako pierwszy, w kwietniu 2002 roku, wydany został album Michelle Williams Heart to Yours. W międzyczasie Knowles zadebiutowała na dużym ekranie występując w komedii Austin Powers i Złoty Członek, a także nagrała swój pierwszy solowy singel „Work It Out”, który znalazł się na soundtracku filmu. Z kolei Kelly Rowland pojawiła się gościnnie w piosence „Dilemma” rapera Nelly’ego, która stała się hitem. Spowodowało to, że wytwórnia postanowiła przyspieszyć datę premiery jej debiutanckiej płyty Simply Deep do 2002 roku. Beyoncé wystąpiła tymczasem w kolejnym filmie, The Fighting Temptations, a także wydała następny singel. W 2003 roku wraz ze swoim ówczesnym chłopakiem Jayem-Z nagrała utwór „’03 Bonnie & Clyde”, który był ostatecznym krokiem na drodze do Dangerously in Love.

### Nagrywanie

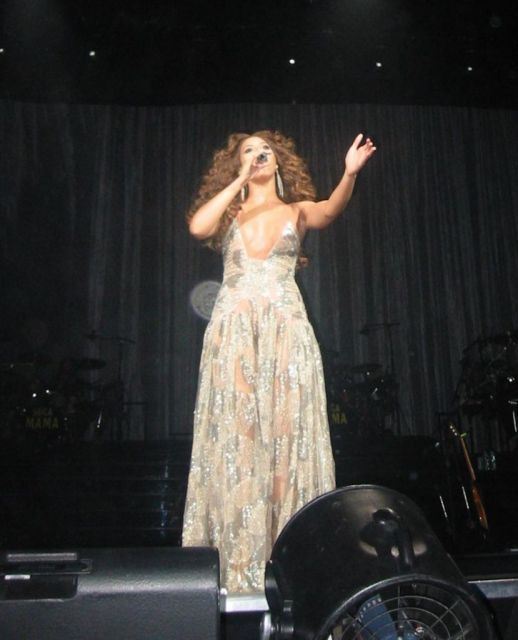
Knowles wykonująca tytułowy utwór „Dangerously in Love 2”, oryginalnie nagrany przez Destiny’s Child

Zanim Knowles rozpoczęła nagrywać Dangerously in Lovem wybrała producentów, z którymi chciała współpracować. W ciągu dwóch dni odbyła spotkania z producentami zarówno z Zachodniego, jak i Wschodniego Wybrzeża. Wokalistka wyjechała na kilka miesięcy do Miami, by tam uczestniczyć w sesjach z pierwszym producentem, Kanadyjczykiem Scottem Storchem. Koncentrując się w pełni na pracach nad albumem, Knowles chciała uniknąć presji oraz pośpiechu, który towarzyszył produkcjom Destiny’s Child. Dlatego nagrywanie płyty trwało ponad rok, a artystka przyznała, iż dało jej to czas na przemyślenia oraz dobór odpowiedniego materiału.
Podobnie jak w przypadku albumu Destiny’s Child Survivor, Beyoncé odegrała dużą rolę w produkcji Dangerously in Love: była współautorką większości piosenek, dokonała wyboru tych, które nagrać, a także miała wpływ na kwestie techniczne. Mimo iż nie tworzyła bitów piosenek, była pomysłodawczynią melodii, z którymi dzieliła się z producentami. W sumie, podczas sesji, nagrane zostały 43 piosenki, z których 15 trafiło na album. Knowles wymieniana jest jako współautorka i współproducentka płyty.
Beyoncé stwierdziła, że nagrywanie albumu bez pozostałych członkiń Destiny’s Child było terapeutyczne i dało jej poczucie wolności, ponieważ swobodnie dzieliła się swoimi pomysłami ze współpracownikami. Jednocześnie przyznała, że „trudno jest polegać na własnej kreatywności po tak długiej zależności od zespołu”. Knowles wielokrotnie podkreślała, że chciała dzięki Dangerously in Love dojrzeć jako artystka oraz nawiązać współpracę z innymi, dlatego skontaktowała się z różnymi artystami. Kiedy teksty części piosenek były gotowe, ich kopie zostały wysłane do poszczególnych wykonawców, a Beyoncé rozmawiała z nimi telefonicznie, przyjmując ewentualne zgody na gościnny udział. Poza Jayem-Z, na płycie pojawili się m.in.: Sean Paul i Missy Elliott. Dodatkowo, niektórzy wykonawcy przesłali Knowles kopie własnych utworów, a kilka z nich zostało wyprodukowanych.
Tytuł Dangerously in Love został zapożyczony od piosenki o tej samej nazwie, którą Knowles napisała na album Survivor Destiny’s Child. Utwór został jednak określony jako zbyt wyszukany na tle innych i grupa uznała, że nie zostanie wydany jako singel. Po nagraniu kilku piosenek na Dangerously in Love artystka zdecydowała się dodać do nich „Dangerously in Love”, kiedy zdała sobie sprawę, że pasuje do tematyki płyty. Gdy data wydania płyty została przesunięta, aby nie kolidować z sukcesem utworu „Dilemma” Kelly Rowland, Knowles postanowiła wykorzystać ten czas na udoskonalenie materiału. Mimo iż była zawiedziona postępem prac, przyznała, że „nic nie dzieje się bez przyczyny”. Zgodziła się wtedy powrócić do studia nagraniowego, gdzie rozpoczęła współpracę z innymi tekściarzami, co pozwoliło na nagranie nowych piosenek, w tym głównego singla „Crazy in Love”. Pod koniec 2002 roku Beyoncé przerwała pracę nad Dangerously in Love ze względu na świąteczną trasę koncertową Destiny’s Child. W ciągu kilku ostatnich tygodni, które pozostały na skompletowanie materiału artystka wciąż nagrywała utwory z zaproszonymi gośćmi, a w tym z Seanem Paulem i P. Diddym.

## Muzyka

### Styl muzyczny
Ojciec Knowles, a jednocześnie jej ówczesny menedżer, Mathew, przyznał, że Dangerously in Love ukazuje muzyczne korzenie wokalistki. Podczas gdy Williams i Rowland skupiły się na gospelu i popie alternatywnym, Beyoncé pozostała przy R&B. Piosenki na albumie są zróżnicowane: pierwszą połowę stanowią szybkie i klubowe ścieżki, zaś drugą ballady. Mimo iż single „Crazy in Love” i „Naughty Girl” były żywiołowe, ogólne brzmienie albumu jest wolne i nastrojowe, a sama wokalistka wyznała, że napisała wiele ballad, których część znalazła się na Dangerously in Love.
Beyoncé powiedziała w jednym z wywiadów, że dzięki albumowi chciała zostać zrozumiana jako artystka, a także pokazać własną wartość, w wyniku czego wykorzystała wiele gatunków, pozostając pod różnymi wpływami muzycznymi. Dangerously in Love zawiera wpływy contemporary R&B, hip-hopu, soulu, rocka i, dzięki producentowi Storchowi, muzyki arabskiej. Jego osobiste poszerzanie wiedzy na temat tego gatunku dodało płycie nieco bliskowschodniego brzmienia. Elementy reggae wniosła współpraca z Seanem Paulem, a hip hopu z Jayem-Z, OutKast oraz Lil’ Kim. W nagrywaniu albumu użyto również szerokiej rangi instrumentacji.

### Kontekst tekstów
Knowles przyznała, że teksty Dangerously in Love są podobne do utworów Destiny’s Child, jednak pisząc je samodzielnie miała szansę na skomponowanie osobistych i głębszych piosenek od tych tworzonych z zespołem. Utwory opowiadają o miłości i szczerości, jednakże nie są w większości oparte na doświadczeniach wokalistki.
Wyjaśniła ona później: „Chciałam nagrać album, z którym każdy człowiek mógłby się powiązać, i którego słuchałby do końca mojego życia, a nawet dłużej... Miłość jest czymś, co nigdy nie wychodzi z mody. Jest czymś, czego każdy doświadcza, a jeśli ludzie nie są zakochani, chcą to poczuć.”
Podczas gdy część piosenek skupia się na „pięknie miłości”, album zawiera również utwory „celebrujące zerwania”. Ukryta ścieżka, „Daddy”, stanowi hołd dla ojca Beyoncé, Mathew, który towarzyszył jej w przemyśle muzycznym odkąd został menedżerem Destiny’s Child. Początkowo utwór nie miał być wydany na Dangerously in Love, ponieważ jego tekst mógł wydać się zbyt niedojrzały. Ostatecznie Knowles zdecydowała jednak, że będzie ostatnią piosenką płyty, gdyż dotyczy jej życia w przełomowym momencie.
Kiedy pod koniec 2002 roku ukazał się singel „’03 Bonnie & Clyde” publiczność i krytycy spekulowali na temat możliwego związku Beyoncé i Jaya-Z Mimo plotek, sami zainteresowani nie wypowiadali się oni o łączących ich relacjach. Według krytyków, tytuł albumu brzmiałby „bardziej intrygująco” z Knowles śpiewającą osobiste piosenki, na co jednak sama wokalistka odpowiadała: „większość materiału jest dostatecznie nieokreślona, by odnosić się do każdego związku”. Mimo to, na Dangerously in Love znajdują się utwory, które sugerują słuszność pogłosek o prywatnych relacjach Beyoncé i Jaya; w „Signs” jest ona zakochana w Strzelcu, który jest znakiem zodiaku rapera. W odpowiedzi na nasilające się doniesienia wokalistka oświadczyła: „Ludzie mogą dochodzić do takich wniosków, jakich chcą. To właśnie piękno muzyki... Jestem piosenkarką, mogę opowiedzieć o tworzeniu piosenek wszystko, co chcesz wiedzieć. Ale gdy chodzi o sprawy osobiste żadna normalna osoba nie powiedziałaby ludziom tego, czego nie wiedzą. Po prostu czuję, że nie muszę [mówić o tym].”

## Wydanie i promocja

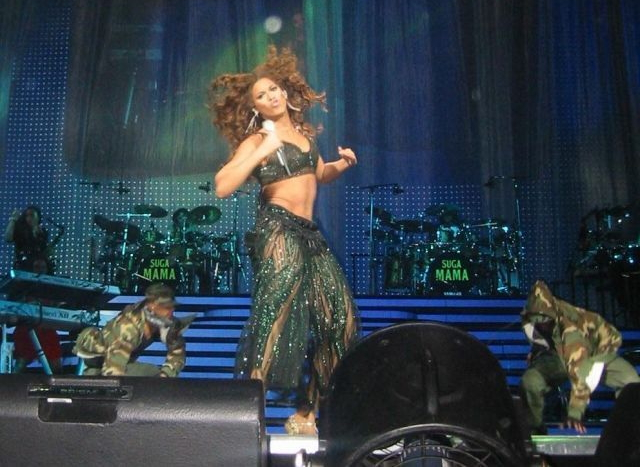
Beyoncé wykonująca „Baby Boy” w ramach trasy The Beyoncé Experience

W okresie, gdy „Dilemma” Kelly Rowland i Nelly’ego przebywał na szycie Billboard Hot 100, ukazał się pierwszy solowy singel Knowles „Work It Out”, czyli ścieżka dźwiękowa filmu Austin Powers i Złoty Członek. Taką decyzję podjęli menedżerowie wokalistki; nie chcieli oni bowiem w tym czasie wydać żadnego utworu z Dangerously in Love ze względu na ewentualną konkurencję ze strony Kelly. Oryginalna data premiery albumu, październik 2002 roku, została zmieniona początkowo na grudzień, następnie na maj, a w końcu na lipiec kolejnego roku. W międzyczasie Beyoncé nagrała cover „In da Club” 50 Centa, który ukazał się na mikstejpie. Singel poniósł porażkę komercyjną, czym Mathew Knowles się nie przejął, twierdząc, że utwór był zaledwie próbką i nie znajdzie się na płycie. Jednocześnie, mimo małego zainteresowania fanów, piosenka dzięki obecności na antenach radiowych zdołała zająć miejsce na Hot R&B/Hip-Hop Songs. Podczas gdy zawartość Dangerously in Love była trzymana we względnej tajemnicy, kilka ścieżek przeciekło do Internetu. Aby zapobiec dalszemu rozprzestrzenianiu utworów online, a także by nie paść ofiarą bootlegowania oraz ze względu na duże oczekiwania komercyjne data wydania albumu została przyspieszona o dwa tygodnie, z 8 lipca 2003 roku do 24 czerwca w Stanach Zjednoczonych.
| Kraj              | Data wydania    |
| ----------------- | --------------- |
| Szwajcaria        | 22 czerwca 2003 |
| Wielka Brytania   | 23 czerwca 2003 |
| Polska            | 23 czerwca 2003 |
| Australia         | 23 czerwca 2003 |
| Stany Zjednoczone | 24 czerwca 2003 |
| Kanada            | 24 czerwca 2003 |
| Japonia           | 25 czerwca 2003 |
| Niemcy            | 14 lipca 2003   |

Fani, którzy zamówili album online przedpremierowo otrzymali link, za pośrednictwem którego mogli pobrać piosenkę promocyjną „I Can’t Take It No More”. 14 czerwca 2004 roku Knowles wykonała premierowo kilka piosenek z albumu w ramach swojego pierwszego koncertu solowego i jednocześnie widowiska telewizyjnego pay-per-view, Ford Presents Beyoncé Knowles, Friends & Family, Live From Ford’s 100th Anniversary Celebration in Dearborn, Michigan. W dniu premiery Dangerously in Love koncert ten wyświetlany był w ponad 20 kinach na terenie Stanów Zjednoczonych. Poza tym Beyoncé promowała płytę występami m.in. w: Saturday Night Live, Late Show with David Letterman, The Today Show, The Early Show i The View.
W kwietniu 2003 roku menedżment Knowles wybierał główny singel albumu spośród dwóch piosenek. Zostały one wysłane do klubów, a ta, która zdobyła lepsze opinie została wzięta pod uwagę w podjęciu decyzji. Ostatecznie singlem tym został „Crazy in Love”. Odniósł on bardzo duży sukces komercyjny, również poza granicami Stanów Zjednoczonych, spędzając na szczycie Hot 100 osiem tygodni. Kolejny singel, „Baby Boy”, osiągnął jeszcze większy sukces, dominując stacje radiowe, a także pozostając na 1. miejscu Hot 100 przez dziewięć tygodni. Utwór „Me, Myself and I” został trzecim singlem, a „Naughty Girl” czwartym i zarazem finałowym. W okresie 11–18 listopada 2008 roku iTunes Store oferował Dangerously in Love w niższej cenie ze względu na premierę nowego albumu Knowles I Am... Sasha Fierce. Spowodowało to powrót albumu na listy Top Pop Catalog Albums (7. pozycja) i Top Comprehensive Albums (81. pozycja).

## Przyjęcie

### Oceny krytyków
| Oceny łączne                      | Oceny łączne |
| Publikacja                        | Ocena        |
| --------------------------------- | ------------ |
| Album of the Year                 | 61/100       |
| Metacritic                        | 63/100       |
| Recenzje                          |              |
| Publikacja                        | Ocena        |
| AllMusic                          | [ 2 ]        |
| Blender                           | [ 35 ]       |
| Entertainment Weekly              | A-           |
| The Guardian                      | [ 37 ]       |
| laut.de                           | [ 38 ]       |
| Los Angeles Times                 | [ 39 ]       |
| NME                               | 5/10         |
| NOW Magazine                      | [ a ] [ 41 ] |
| Robert Christgau                  | [ 42 ]       |
| Rolling Stone                     | [ 43 ]       |
| The New Rolling Stone Album Guide | [ 44 ]       |
| Slant Magazine                    | [ 45 ]       |
| Sputnikmusic                      | 3.0/5        |
| USA Today                         | [ 47 ]       |
| Vibe                              | [ 48 ]       |

Dangerously in Love otrzymał generalnie mieszane i pozytywne opinie od krytyków. W serwisie Metacritic płyta zdobyła średnią ocenę 64/100 na podstawie 17 recenzji. Neil Drumming z Entertainment Weekly pochwalił wokalistkę za współpracę z różnymi producentami, co jego zdaniem wskazało nowe kierunki we współczesnej muzyce, a także pozwoliło jej na innowację. Jednak, podobnie jak deCurtis, zauważył, że „większość nietrafionych piosenek znajduje się na końcu płyty”. Stephen Thomas Erlewine z AllMusic powtórzył powyższe opinie: „['Crazy in Love’ i 'Baby Boy'] są momentami, kiedy Dangerously in Love nie tylko działa, ale brzmi tak jakby Knowles wykorzystała w pełni swój potencjał i wzniosła się do czołówki diw rhythm and bluesa. Szkoda jedynie, że te chwile nie są kontynuowane na pozostałych utworach płyty. W połowie, w okolicach ‘Signs’ nagranego z Missy Elliott, album skupia się na balladach, co podczas słuchania nie jest tak ekscytujące, jak pierwsza część wydawnictwa.” Sal Cinquemani z witryny internetowej Slant Magazine uznał, że „[Beyoncé] miała na płycie znacznie więcej przestrzeni do wokalnych eksperymentów, niż w okresie, gdy była członkinią Destiny’s Child.” Steve Jones z USA Today przyznał albumowi 3½ gwiazdki na 4 możliwe, stwierdzając, że „Knowles ukazuje na płycie swoje wnętrze jako autorka tekstów, a zarazem potwierdza swoją rangę jako wokalistka.” Mark Anthony Neal z PopMatters stwierdził, że Dangerously in Love stanowi „najlepszy pokaz wokalnych umiejętności Knowles spośród wszystkich wydawnictw w jej dotychczasowej karierze”.
Allison Stewart z The Washington Post uznała, że „mimo iż należy docenić Knowles za jej muzyczne eksperymenty, z pewnością zasługuje ona na lepszy materiał, niż to, co zawarto na Dangerously in Love”. Kelefa Sanneh z The New York Times napisała, że na Dangerously in Love brakuje „muzycznych harmonii, które występowały w twórczości Destiny’s Child”, a także zauważyła, że Beyoncé „wydaje się silniejsza, gdy ma za sobą wsparcie [w postaci Destiny’s Child]”. Magazyn Uncut niepochlebnie wyraził się o zawartych na płycie balladach, zaś Q uznał, że na albumie „znajdują się piosenki dobre, ale nie świetne”. Natalie Nichols z Los Angeles Times stwierdziła, że Dangerously in Love „stanowi demonstrację wokalnej finezji Knowles, jednak, zwłaszcza w balladach, [Beyoncé] często zbacza z drogi za sprawą swoich głosowych akrobacji”. Anthony deCurtis z magazynu Rolling Stone przyznał albumowi 3/5 gwiazdek, pisząc, iż Knowles ma jeszcze dużo czasu, by rozwinąć swój styl i dojrzeć. Jason King z magazynu Vibe napisał z kolei: „Momentami album brzmi wręcz desperacko, próbując trafić do każdej grupy demograficznej. [...] Jednak mimo że Dangerously nie jest wielkim dziełem R&B, rozwój umiejętności Beyoncé jako wokalistki, autorki i producentki dowodzi, że krocząc własną drogą wspina się na wyżyny.” Podobną opinię wyraził Adam Sweeting z dziennika The Guardian, który uznał, że „desperackie próby zapełnienia płyty zarówno hitami tanecznymi, jak i uczuciowymi balladami sprawiają, że utwory nie mają własnej tożsamości”. W retrospektywnej recenzji z 2009 roku, Stephen Thomas Erlewine z AllMusic podsumował, że „pierwsza połowa albumu jest wystarczająco dobra, by nadać Dangerously in Love tytuł jednego z najlepszych albumów 2003 roku, udowadniając ponadto, że Knowles dokonała słusznego wyboru samodzielnie realizując własne przeznaczenie, zamiast wznawiać działalność z Destiny”.

### Odbiór komercyjny
Dangerously in Love zadebiutował na miejscu 1. Billboard 200, rozchodząc się w pierwszym tygodniu w 317 000 egzemplarzy na terenie Stanów Zjednoczonych. Mimo iż sprzedaż albumu była mniejsza od Survivor Destiny’s Child, który w premierowym tygodniu znalazł 663 000 nabywców, wynik ten był najwyższy spośród płyt wszystkich członkiń zespołu. Debiutanckie wydawnictwo Rowland Simply Deep zostało bowiem zakupione w swoim najlepszym tygodniu przez 77 000 Amerykanów, a Heart to Yours Williams rozeszło się w zaledwie 17 000 kopii przez pierwsze siedem dni na rynku. Dangerously in Love pokrył się czterokrotną platyną w Stanach Zjednoczonych i pozostał najlepiej sprzedającym się albumem Knowles w tym kraju, z około 4 700 000 egzemplarzy.
Na arenie międzynarodowej album odniósł podobnie duży sukces komercyjny. 12 lipca 2003 roku Knowles stała się pierwszą artystką (i zarazem piątym artystą) w historii, który był autorem zarówno aktualnego singla numer jeden („Crazy in Love”), jak i albumu numer jeden w Wielkiej Brytanii oraz Stanach Zjednoczonych jednocześnie. Pozostałymi byli: The Beatles, Simon & Garfunkel, Rod Stewart i Men at Work.
W Wielkiej Brytanii płyta pokryła się podwójną platyną, rozchodząc się w ponad 1 500 000 kopii. Dangerously in Love był piętnastym najlepiej sprzedającym się albumem w roku 2003 w tym kraju. W Australii wydawnictwo uplasowało się na 2. miejscu i pokryło potrójną platyną, znajdując ponad 210 000 nabywców. W 2003 roku Dangerously in Love był pięćdziesiątym pierwszym najlepiej sprzedającym się albumem roku, a także siedemdziesiątym czwartym w roku kolejnym.
W 2011 roku łączna międzynarodowa sprzedaż Dangerously in Love wynosiła ponad 11 milionów egzemplarzy.

### Wyróżnienia
Dangerously in Love i pochodzące z niego single przyniosły Beyoncé liczne nagrody i wyróżnienia muzyczne. W 2003 roku „Crazy in Love” zdobył trzy nagrody na gali MTV Video Music Awards, włączając w to statuetki dla najlepszego wideoklipu R&B oraz najlepszego kobiecego teledysku. W tym samym roku Knowles została wyróżniona czterema honorami Billboard Music Awards, a w tym tytułem najlepszego nowego artysty R&B oraz najlepszej debiutującej artystki.
W 2004 roku, podczas 54. ceremonii wręczenia nagród Grammy, Beyoncé otrzymała pięć statuetek, w kategoriach: Best Contemporary R&B Album, Best R&B Song, Best Rap/Sung Collaboration za „Crazy in Love”, Best R&B Performance By A Duo Or Group With Vocals za „The Closer I Get to You” (z Lutherem Vandrossem) oraz Best Female R&B Vocal Performance za „Dangerously in Love 2”. Stała się tym samym jedną z zaledwie pięciu kobiet w historii, które otrzymały pięć wyróżnień Grammy w trakcie jednego wieczoru (pozostałe to: Alicia Keys, Lauryn Hill, Norah Jones i Amy Winehouse). 1000. wydanie magazynu Entertainment Weekly, które celebrowało „nowe klasyki: 1000 najlepszych filmów, programów telewizyjnych, albumów muzycznych, książek i innych publikacji w okresie od 1983 do 2008 roku”, uwzględniło Dangerously in Love na 19. miejscu listy najlepszych płyt ostatnich 25 lat. Rock and Roll Hall of Fame wyróżniło Dangerously in Love na 183. pozycji zestawienia 200 albumów, które ukształtowały rock and rolla.
W 2009 roku brytyjski magazyn NME uznał główny singel z albumu, „Crazy in Love” za najlepszy utwór dekady 2000–2009. Rolling Stone wyróżnił go na trzecim miejscu tej samej listy, Pitchfork na czwartym, Slant Magazine na szóstym, zaś The Telegraph na 7. pozycji.

## Wpływ na dalszą karierę
Rebecca Louie z New York Daily News podsumowała, że sukces Dangerously in Love i pochodzących z niego singli ugruntował pozycję Knowles jako gwiazdy solowej, która „rozkwitła z dziewczęcej grupy”. Wygrane na ceremonii Grammy i odbiór komercyjny albumu sprawiły, że „wartość rynkowa i marketingowa” Beyoncé gwałtownie wzrosła. W rezultacie wokalistka stała się częstym gościem programów telewizyjnych, zdobiła okładki magazynów, a także podpisała kilka lukratywnych kontraktów reklamowych, stając się jedną z najpopularniejszych artystek sceny muzycznej. W 2003 związała się z marką PepsiCo i wystąpiła w kilku reklamach telewizyjnych jej produktów. Z kolei w 2004 roku wraz z Tommym Hilfigerem stworzyła własny zapach True Star, stając się jednocześnie jego twarzą.
Podczas sesji nagraniowych Dangerously in Love powstało wiele piosenek, które ostatecznie nie ukazały się na płycie. Jedna z nich, „Summertime”, kolaboracja z P. Diddym, została wysłana do stacji radiowych i spotkała się z pozytywnymi opiniami. Przyczyniło się to do tego, że pod koniec 2003 roku Knowles planowała wydać kolejny album, który zawierałby utwory pozostałe po tychże sesjach. W międzyczasie sukces Dangerously in Love zasygnalizował publiczności, że członkinie Destiny’s Child wybrały oddzielne drogi, podobnie jak Justin Timberlake, który „nie mógł wrócić do *NSYNC po zasmakowaniu sukcesu solowego.” Jednakże Beyoncé wielokrotnie powtarzała, że solowe projekty były tylko odmianą od pracy zespołowej. Mimo wielu zapewnień, grupa ostatecznie zaprzestała działalności w 2005 roku. Ze względu na brak czasu, aspiracje muzyczne Knowles zostały zepchnięte na bok, a sama wokalistka skupiła się na swoim występie podczas Super Bowl, gdzie zaśpiewała Hymn Stanów Zjednoczonych Ameryki.

## Lista utworów
| #   | Tytuł                                                  | Autorzy                                                                                            | Produkcja                                | Długość |
| --- | ------------------------------------------------------ | -------------------------------------------------------------------------------------------------- | ---------------------------------------- | ------- |
| 1.  | „Crazy in Love” (feat. Jay-Z)                          | Beyoncé Knowles, Rich Harrison, Shawn Carter, Eugene Record                                        | Harrison, Knowles                        | 3:56    |
| 2.  | „Naughty Girl”                                         | Knowles, Scott Storch, Robert Waller, Angela Beyincé, Pete Bellotte, Giorgio Moroder, Donna Summer | Storch, Knowles                          | 3:29    |
| 3.  | „Baby Boy” (feat. Sean Paul)                           | Knowles, Storch, Sean Paul Henriques, Waller, Carter                                               | Storch, Knowles                          | 4:05    |
| 4.  | „Hip Hop Star” (feat. Big Boi & Sleepy Brown)          | Knowles, Bryce Wilson, Makeda Davis, Antwan Patton, Carter                                         | Knowles, Wilson                          | 3:43    |
| 5.  | „Be with You”                                          | Knowles, Harrison, Beyoncé, Shuggie Otis, George Clinton Jr., William Collins, Gary Cooper         | Harrison, Knowles                        | 4:20    |
| 6.  | „Me, Myself and I”                                     | Knowles, Storch, Waller                                                                            | Storch, Waller                           | 5:01    |
| 7.  | „Yes”                                                  | Knowles, Bernard Edwards Jr., Carter                                                               | Knowles, Focus...                        | 4:19    |
| 8.  | „Signs” (feat. Missy Elliott)                          | Missy Elliott, Nisan Stewart, Craig Brockman                                                       | Elliott, Brockman, Stewart               | 4:58    |
| 9.  | „Speechless”                                           | Knowles, Andreao Heard, Sherrod Barnes, Beyincé                                                    | Knowles, Andreao „Fanatic” Heard, Barnes | 6:00    |
| 10. | „That’s How You Like It” (feat. Jay-Z)                 | Delroy Andrews, Brian Bridgeman, Carter, Randy DeBarge, Eldra DeBarge, Etterlene Jordan            | D-Roy, Mr. B, Knowles                    | 3:39    |
| 11. | „The Closer I Get to You” (duet z Lutherem Vandrossem) | James Mtume, Reggie Lucas                                                                          | Nat Adderley Jr.                         | 4:58    |
| 12. | „Dangerously in Love 2”                                | Knowles, Errol McCalla Jr.                                                                         | Knowles, Errol „Poppi” McCalla Jr.       | 4:53    |

| Ukryte ścieżki |
| --- |
| 1. „Beyoncé Interlude” (Beyoncé) – 0:16 2. „Gift from Virgo” (Beyoncé) – 2:46 3. „Daddy” (Beyoncé, Mark Batson) – 4:57 |

| Australijskie, europejskie i południowoamerykańskie utwory bonusowe                                                                     |
| --- |
| 1. „Work It Out” (The Neptunes) – 4:06 2. „’03 Bonnie & Clyde” feat. Jay-Z (Kanye West) – 3:26 3. „Daddy” (Beyoncé, Mark Batson) – 4:57 |

| Francuskie i belgijskie utwory bonusowe |
| --- |
| 1. „Bienvenue” IAM feat. Beyoncé (IAM) – 4:05 2. „Beyoncé Interlude” (Beyoncé) – 0:17 3. „Work It Out” (The Neptunes) – 4:06 4. „’03 Bonnie & Clyde” feat. Jay-Z (Kanye West) – 3:26 5. „Daddy” (Beyoncé, Mark Batson) – 4:57 |

| Japońskie utwory bonusowe |
| --- |
| 1. „What’s It Gonna Be” (Beyoncé, Soul Diggaz) – 3:37 2. „’03 Bonnie & Clyde” feat. Jay-Z (Kanye West) – 3:26 3. „Work It Out” (The Neptunes) – 4:06 4. „Daddy”1 (Beyoncé, Mark Batson) – 4:57 |

Sample
- „Crazy in Love” sampluje utwór „Are You My Woman (Tell Me So)” The Chi-Lites.
- „Naughty Girl” zawiera interpolację „Love to Love You Baby” Donny Summer.
- „Be with You” zawiera interpolację „I’d Rather Be with You” Bootsy Rubber Band i „Strawberry Letter 23” The Brothers Johnson.
- „That’s How You Like It” zawiera fragment tekstu utworu „I Like It” DeBarge.
- „Gift from Virgo” był inspirowany utworem „Rainy Day” Shuggiego Otisa.
- „’03 Bonnie & Clyde” zawiera interpolację „If I Was Your Girlfriend” Prince’a i sampluje utwór „Me and My Girlfriend” 2Paca.
- „What’s It Gonna Be” sampluje utwór „Do It Roger”, napisany przez Larry’ego Troutmana i Rogera Troutmana.

## Personel

### Muzycy
- Beyoncé – główny wokal
- Rich Harrison – multiinstrumentalista
- Bernard „Focus...” Edwards Jr. – multiinstrumentalista
- Ivan Hampden – bębny
- Byron Miller – gitara basowa
- Phil Hamilton – gitara
- Bashiri Johnson – perkusja
- Nat Adderley Jr. – pianino cyfrowe
- Skip Anderson – keyboard
- Sanford Allen – koncertmistrz
- Cissy Houston – wokal poboczny
- Tawatha Agee – wokal poboczny
- Brenda White-King – wokal poboczny
- Candace Thomas – wokal poboczny
- Dan Workman – gitara
- John „Jab” Broussard – gitara
- Mark Batson – multiinstrumentalista, dyrygent

### Produkcja
| - Beyoncé Knowles – producent muzyczny, producent wykonawczy - Mathew Knowles – producent wykonawczy - Rich Harrison – producent muzyczny - Scott Storch – producent muzyczny - Missy Elliott – producent muzyczny - Craig Brockman – producent muzyczny - Nisan Stewart – producent muzyczny - Bryce Wilson – producent muzyczny - Bernard „Focus...” Edwards Jr. – producent muzyczny - Andreao „Fanatic” Heard – producent muzyczny - Sherrod Barnes – producent muzyczny - Delroy „D-Roy” Andrews – producent muzyczny - Mr. B – producent muzyczny - Nat Adderley Jr. – producent muzyczny, aranżer - Ray Bardani – inżynier dźwięku - Skip Anderson – aranżer - Al Brown – aranżer - Errol „Poppi” McCalla Jr. – producent muzyczny - Mark Batson – producent muzyczny, aranżer - Jim Caruana – inżynier dźwięku - Carlos Bedoya – inżynier dźwięku - Pat Thrall – inżynier dźwięku - Chris Carmouche – inżynier dźwięku - Vincent Alexander – inżynier dźwięku | - Young Guru – inżynier dźwięku - Stan Wallace – inżynier dźwięku - Dan Workman – inżynier dźwięku - Brian Springer – inżynier dźwięku - Pat Woodward – asystent inżyniera dźwięku - Luz Vasquez – asystent inżyniera dźwięku - Greg Price – asystent inżyniera dźwięku - Jason Dale – asystent inżyniera dźwięku - Dan Bucchi – asystent inżyniera dźwięku - Matt Snedecor – asystent inżyniera dźwięku - Tony Maserati – mikser - Scott Kieklak – mikser - Ray Bardani – mikser - Dexter Simmons – mikser - Tom Coyne – mastering - Theresa LaBarbera Whites – A&R - Ian Cuttler – dyrektor artystyczny - Markus & Indrani – fotografowie - Tina Knowles – stylistka - Mally Roncal – makijażystka - Chuckie Amos – fryzjerka - Kevin Bird – stylista rekwizytów - James Hunter – projekty graficzne |

## Pozycje na listach
| Lista (2003–04)                  | Najwyższa pozycja |
| -------------------------------- | ----------------- |
| Australian Albums Chart          | 2                 |
| Austrian Albums Chart            | 3                 |
| Belgian Albums Chart (Flanders)  | 3                 |
| Belgian Albums Chart (Wallonia)  | 13                |
| Canadian Albums Chart            | 1                 |
| Danish Albums Chart              | 5                 |
| Dutch Albums Chart               | 4                 |
| European Top 100                 | 1                 |
| Finnish Albums Chart             | 6                 |
| French Albums Chart              | 14                |
| German Albums Chart              | 1                 |
| Greek Albums Chart               | 13                |
| Hungarian Albums Chart           | 18                |
| Irish Albums Chart               | 1                 |
| Italian Albums Chart             | 16                |
| Japanese Albums Chart            | 12                |
| New Zealand Albums Chart         | 8                 |
| Norwegian Albums Chart           | 1                 |
| Polska Oficjalna Lista Sprzedaży | 18                |
| Portuguese Albums Chart          | 16                |
| Swedish Albums Chart             | 11                |
| Swiss Albums Chart               | 2                 |
| UK Albums Chart                  | 1                 |
| U.S. Billboard 200               | 1                 |
| U.S. Top R&B/Hip-Hop Albums      | 1                 |

| Państwo           | Certyfikat |
| ----------------- | ---------- |
| Argentyna         | Złoto      |
| Australia         | 3× Platyna |
| Austria           | Złoto      |
| Belgia            | Złoto      |
| Europa            | Platyna    |
| Francja           | 2× Złoto   |
| Grecja            | Złoto      |
| Holandia          | Złoto      |
| Hongkong          | Złoto      |
| Japonia           | Złoto      |
| Kanada            | Platyna    |
| Nowa Zelandia     | Platyna    |
| Niemcy            | Platyna    |
| Norwegia          | Złoto      |
| Rosja             | Platyna    |
| Stany Zjednoczone | 4× Platyna |
| Szwajcaria        | Platyna    |
| Szwecja           | Złoto      |
| Wielka Brytania   | 2× Platyna |

| Lista (2003)                    | Pozycja |
| ------------------------------- | ------- |
| Australian Albums Chart         | 51      |
| Belgian Albums Chart (Flandria) | 39      |
| Finnish Albums Chart            | 38      |
| French Albums Chart             | 73      |
| Hungarian Albums Chart          | 87      |
| Irish Albums Chart              | 10      |
| New Zealand Albums Chart        | 36      |
| Swedish Albums Chart            | 66      |
| Swiss Albums Chart              | 13      |
| UK Albums Chart                 | 15      |
| U.S. Billboard 200              | 19      |
| Świat                           | 5       |

| Lista (2000–2009)  | Pozycja |
| ------------------ | ------- |
| U.S. Billboard 200 | 59      |

### Single
| Rok                                                 | Singel             | Najwyższa pozycja | Najwyższa pozycja | Najwyższa pozycja | Najwyższa pozycja | Najwyższa pozycja | Najwyższa pozycja | Najwyższa pozycja | Najwyższa pozycja | Najwyższa pozycja | Najwyższa pozycja | Certyfikaty                          |
| Rok                                                 | Singel             | Stany Zjednoczone | Club              | Australia         | Austria           | Kanada            | Francja           | Niemcy            | Nowa Zelandia     | Szwajcaria        | Wielka Brytania   | Certyfikaty                          |
| --------------------------------------------------- | ------------------ | ----------------- | ----------------- | ----------------- | ----------------- | ----------------- | ----------------- | ----------------- | ----------------- | ----------------- | ----------------- | ------------------------------------ |
| 2003                                                | „Crazy in Love”    | 1                 | 1                 | 2                 | 8                 | 2                 | 21                | 6                 | 2                 | 3                 | 1                 | - Platyna - Platyna - Złoto - Srebro |
| 2003                                                | „Baby Boy”         | 1                 | 2                 | 3                 | 18                | –                 | 8                 | 4                 | 2                 | 5                 | 2                 | - Platyna - Platyna                  |
| 2003                                                | „Me, Myself and I” | 4                 | 3                 | 11                | 51                | 7                 | –                 | 35                | 18                | 41                | 11                | - Złoto                              |
| 2004                                                | „Naughty Girl”     | 3                 | 1                 | 9                 | 29                | 2                 | 18                | 16                | 6                 | 18                | 10                | - Złoto - Złoto - Złoto              |
| „–” oznacza, że singel nie zajął miejsc na listach. |                    |                   |                   |                   |                   |                   |                   |                   |                   |                   |                   |                                      |

## Nagrody
| Nagrody                          | Rok                                               | Przedmiot nominacji                         | Kategoria                         | Rezultat |
| -------------------------------- | ------------------------------------------------- | ------------------------------------------- | --------------------------------- | -------- |
| BET Awards                       | 2004                                              | „Crazy in Love” (z Jayem-Z)                 | Najlepsza artystka R&B            | Wygrana  |
| BET Awards                       | 2004                                              | „Crazy in Love” (z Jayem-Z)                 | Najlepszy utwór kolaboracyjny     | Wygrana  |
| BRIT Awards                      | 2004                                              | Dangerously in Love                         | Najlepsza artystka międzynarodowa | Wygrana  |
| Grammy                           |                                                   |                                             |                                   |          |
| 2004                             | „Crazy in Love” (z Jayem-Z)                       | Najlepsza piosenka R&B                      | Wygrana                           |          |
| 2004                             | „Crazy in Love” (z Jayem-Z)                       | Najlepsza kolaboracja rapowo-wokalna        | Wygrana                           |          |
| 2004                             | „Dangerously in Love 2"                           | Najlepszy utwór wokalny R&B                 | Wygrana                           |          |
| 2004                             | Dangerously in Love                               | Najlepszy album R&B                         | Wygrana                           |          |
| 2004                             | „The Closer I Get to You” (z Lutherem Vandrossem) | Najlepszy utwór wokalny R&B duetu lub grupy | Wygrana                           |          |
| International Dance Music Awards | 2003                                              | „Crazy in Love” (z Jayem-Z)                 | Najlepszy utwór R&B               | Wygrana  |
| MTV Music Video Awards           | 2003                                              | „Crazy in Love” (z Jayem-Z)                 | Najlepszy kobiecy wideoklip       | Wygrana  |
| MTV Music Video Awards           | 2003                                              | „Crazy in Love” (z Jayem-Z)                 | Najlepszy wideoklip R&B           | Wygrana  |
| MTV Music Video Awards           | 2003                                              | „Crazy in Love” (z Jayem-Z)                 | Najlepsza choreografia            | Wygrana  |
| MTV Music Video Awards           | 2004                                              | „Naughty Girl”                              | Najlepszy kobiecy wideoklip       | Wygrana  |
| MTV Europe Music Awards          | 2003                                              | „Crazy in Love” (z Jayem-Z)                 | Najlepszy utwór R&B               | Wygrana  |
| MTV Europe Music Awards          | 2003                                              | „Crazy in Love” (z Jayem-Z)                 | Piosenka roku                     | Wygrana  |
| MTV Video Music Awards Japan     | 2004                                              | „Crazy in Love” (z Jayem-Z)                 | Najlepszy utwór kolaboracyjny     | Wygrana  |
| ASCAP Music Awards               | 2003                                              | „03 Bonnie & Clyde” (z Jayem-Z)             | Najczęściej emitowane utwory      | Wygrana  |
| ASCAP Music Awards               | 2003                                              | „Crazy in Love” (z Jayem-Z)                 | Najczęściej emitowane utwory      | Wygrana  |
| ASCAP Music Awards               | 2005                                              | „Baby Boy” (z Seanem Paulem)                | Najczęściej emitowane utwory      | Wygrana  |
| ASCAP Music Awards               | 2005                                              | „Me, Myself and I”                          | Najczęściej emitowane utwory      | Wygrana  |
| ASCAP Music Awards               | 2005                                              | „Naughty Girl”                              | Najczęściej emitowane utwory      | Wygrana  |
| ASCAP Music Awards               | 2005                                              | „Naughty Girl”                              | Tekściarz roku                    | Wygrana  |
| New Musical Express Awards       | 2003                                              | „Crazy in Love” (z Jayem-Z)                 | Nagranie roku                     | Wygrana  |
| Nickelodeon Kids’ Choice Awards  | 2004                                              | „Crazy in Love” (z Jayem-Z)                 | Ulubiona wokalistka               | Wygrana  |
| Soul Train Music Awards          | 2004                                              | Dangerously in Love                         | Najlepszy album R&B/soulowy       | Wygrana  |
| Vibe Awards                      | 2003                                              | „Crazy in Love” (z Jayem-Z)                 | Najlepszy utwór kolaboracyjny     | Wygrana  |